# 太子城站
太子城站位于河北省张家口市崇礼区四台嘴乡太子城村，是京张城际铁路支线——崇礼铁路的一座车站。站址位于崇礼奥运村南侧1公里处，步行几分钟即可抵达奥运村。可以满足官员、运动员、记者等乘坐火车在1小时内在2022年冬奥会和2022年冬残奥会北京和崇礼赛区内转场的需求。
2022年1月4日至3月30日，为配合北京冬奥会、冬残奥会安保及防疫工作，车站暂停普通旅客上下车服务。在冬奥期间，车站于紧邻1站台的候车室夹层设置了综合服务、运动员等候、政要等候、媒体等候、无障碍候车五个功能区以服务相关人员。

## 车站设计

### 站房

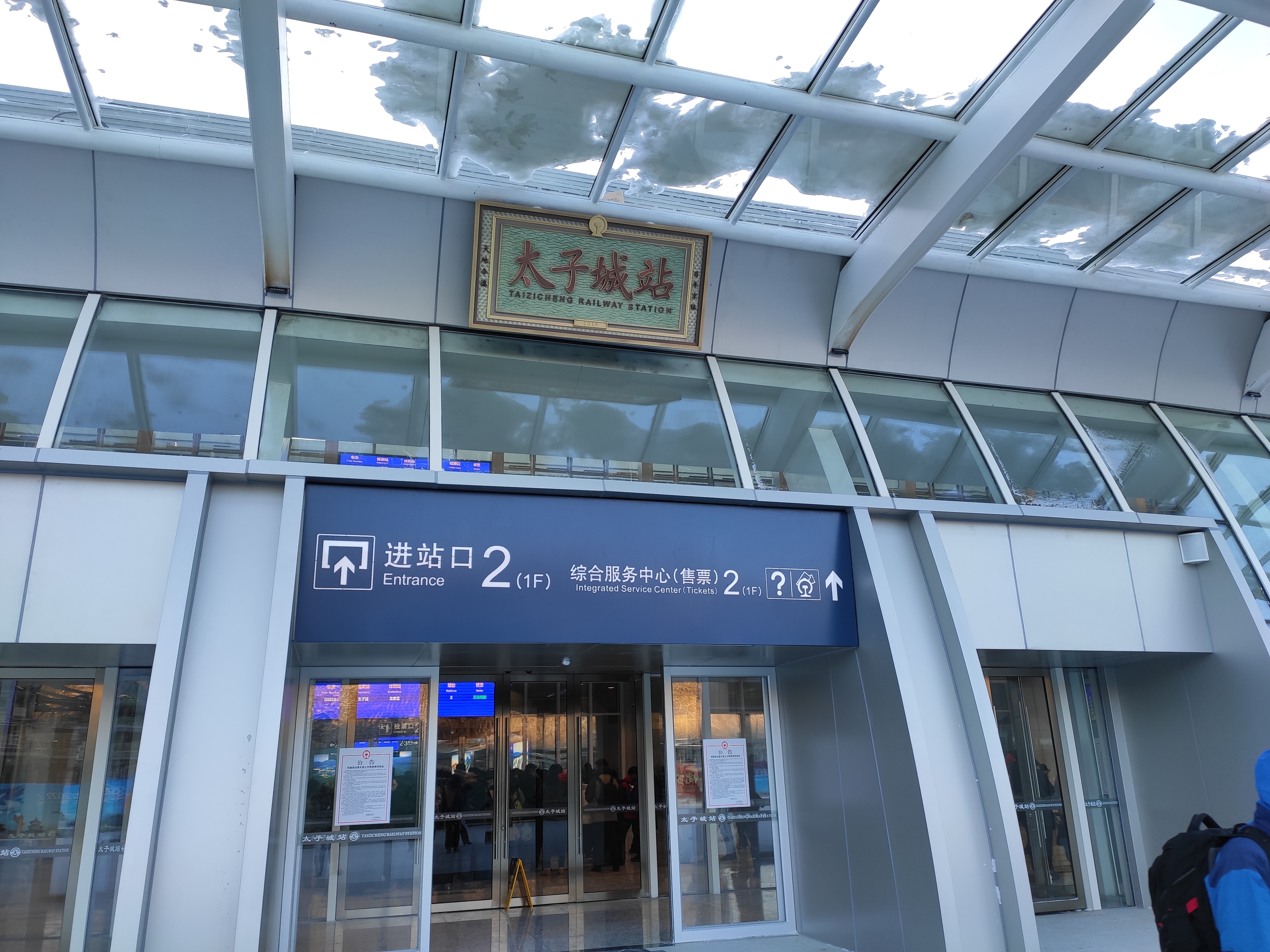
入口

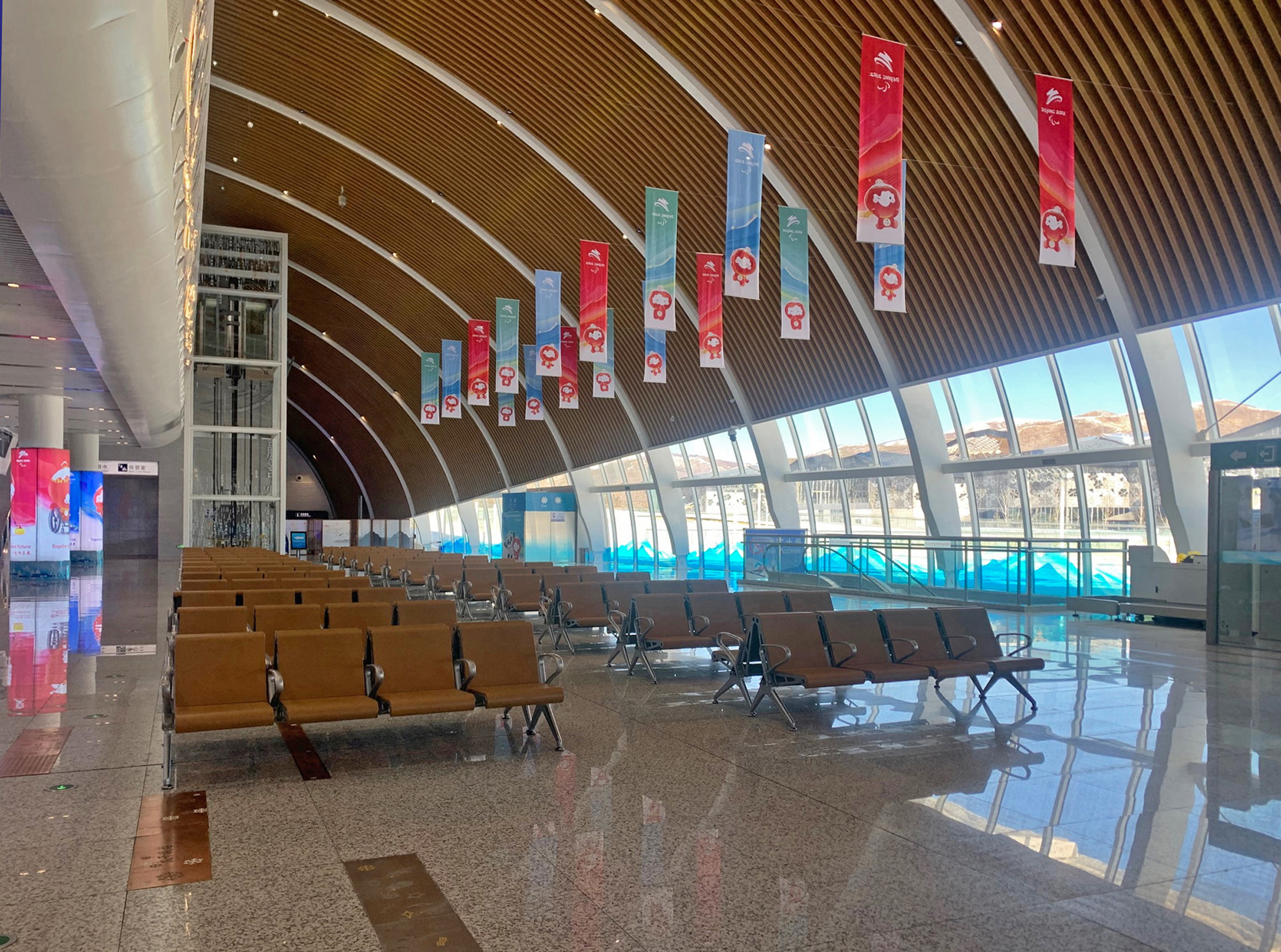
候车室夹层

太子城站总建筑面积11988平方米，其中主站房5990平方米，地下换乘中心（奥运临时候车室）5998平方米。地下一层，地上一层（局部夹层）。车站中心里程K52+450，地面层绝对标高1582.9m。车站建设单位是北京局站房工程项目管理部，设计单位是中铁工程设计咨询集团有限公司，监理单位是西安铁一院咨询监理有限公司，施工单位是中铁六局集团公司，车站于2019年12月30日投入使用。
太子城站站房的设计理念为“山水相连，冰雪小镇”，建成后将设置水系与背靠的群山相呼应，外形主要采用白色色调和曲线元素。因为车站正前方即是冬奥会颁奖广场，太子城火车站也将成为冬奥会颁奖仪式的背景。

### 站线布置
太子城站共设有南北走向的4条到发线（含正线），2座450×12×1.25米的岛式站台；为更好满足奥运期间人流疏散需求，主站房一侧还设有一座450×8×1.25米的基本站台，因此最东侧股道形成了在铁路系统内少见的西班牙式站台。在冬奥期间，该基本站台连接候车室夹层内的功能区以方便相关人员；同时在需大规模转运参赛人员时，大巴车可以直接开上站台，最快仅需7分钟即可完成全列高铁-大巴间的乘客转运。
太子城站是最高时速250km/h的崇礼铁路的终点，但可通过太锡铁路至崇礼，并在未来继续延伸至黑城子，最终通过改建既有线至正蓝旗，至锡林浩特。太锡线太子城至崇礼段已于2021年7月开始铺轨，2022年1月6日通车。
| 1F | 站房       | 进站、售票、候车室                                             |
| 2F | 候车室夹层 | 综合服务区、运动员等候区、政要等候区、媒体等候区、无障碍候车区 |
| 2F | 侧式站台   |                                                                |
| 2F | 1/2站台    | 京张城际铁路往北京北站方向（下花园北站）                       |
| 2F | 岛式站台   |                                                                |
| 2F | 3站台      | 京张城际铁路往北京北站方向（下花园北站）                       |
| 2F | 4站台      | 京张城际铁路 往崇礼站方向（崇礼站）                            |
| 2F | 岛式站台   |                                                                |
| 2F | 5站台      | 京张城际铁路 往崇礼站方向（崇礼站）                            |